# Hoplinus paulai
Hoplinus paulai är en insektsart som beskrevs av Henry 2002. Hoplinus paulai ingår i släktet Hoplinus och familjen styltskinnbaggar. Inga underarter finns listade i Catalogue of Life.